# Sân bay quốc tế Jomo Kenyatta
Sân bay quốc tế Jomo Kenyatta, (IATA: NBO, ICAO: HKJK) tên trước đây là Sân bay Embakasi và Sân bay quốc tế Nairobi, là sân bay lớn nhất Kenya, cũng là sân bay lớn bận rộn nhất Đông Phi và Trung Phi. Đây là sân bay tấp nập thứ 7 ở châu Phi. Sân bay này được đặt tên theo thủ tướng và tổng thống đầu tiên của Kenya Jomo Kenyatta.
Sân bay Kenyatta nằm ở Embakasi, ngoại ô đông nam của Nairobi, Kenya, cách trung tâm thành phố 15 km. Đây là trung tâm chính của hãng hàng không Kenya Airways và Five Forty Aviation.
Năm 2006, sân bay này đã phục vụ hơn 4,4 triệu lượt khách.

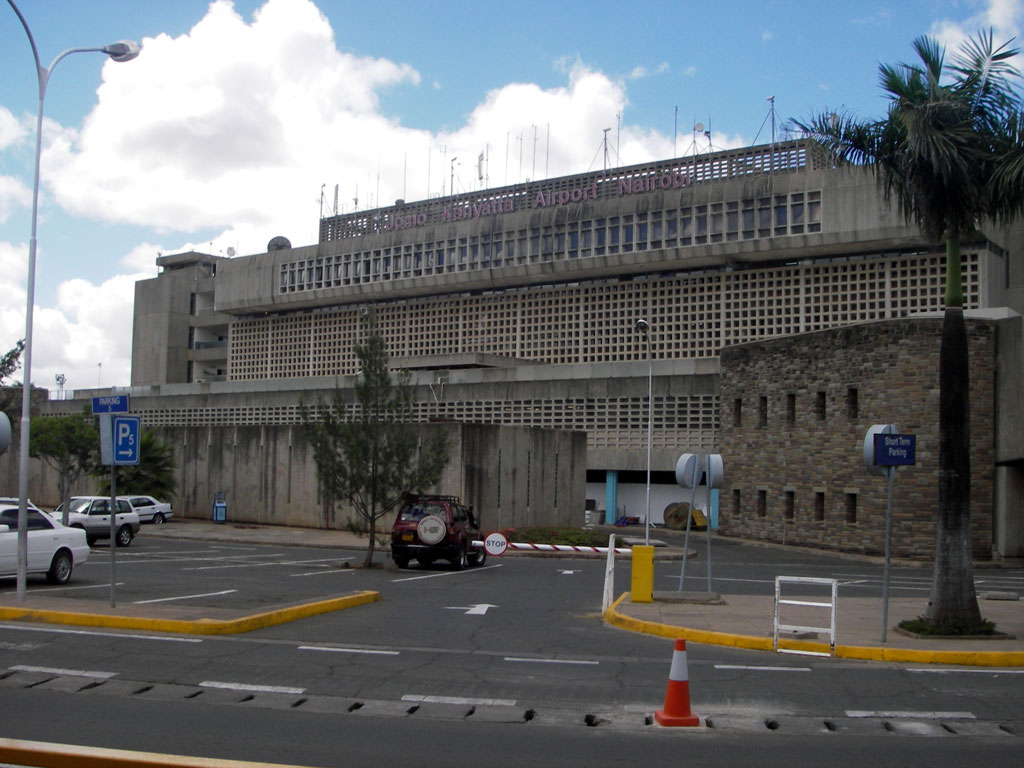
Phía trước sân bay, chụp năm 2006.

Sân bay Nairobi Embakasi được thống đốc cuối cùng của Kenya Evelyn Baring khai trương tháng 5 năm 1958. Đúng ra sân bay được Nữ hoàng Elizabeth, Thái hậu, tuy nhiên, bà đã bị trễ ở Australia và không thể tham dự buổi lễ khai trương được.
Sau này, nhà ga hiện hữu đã được xây bên kia của đường băng và sân bay đã được đổi tên thành Sân bay quốc tế Jomo Kenyatta. Nhà ga cũ hiện hiện nay đôi khi được gọi là Sân bay cũ Embakasi và đang được Không quân Kenya sử dụng .

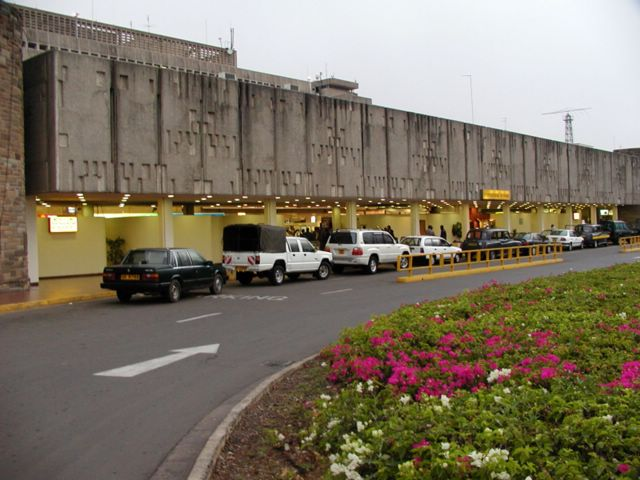
Sân bay quốc tế Jomo Kenyatta

Ngày 14 tháng 10 năm 2005, Cục sân bay Kenya thông báo kế hoạch mở rộng sân bay này để nâng năng lực phục vụ sân bay này lên 9 triệu lượt khách mỗi năm với chi phí 100 triệu USD.

## Hãng hàng không và tuyến bay

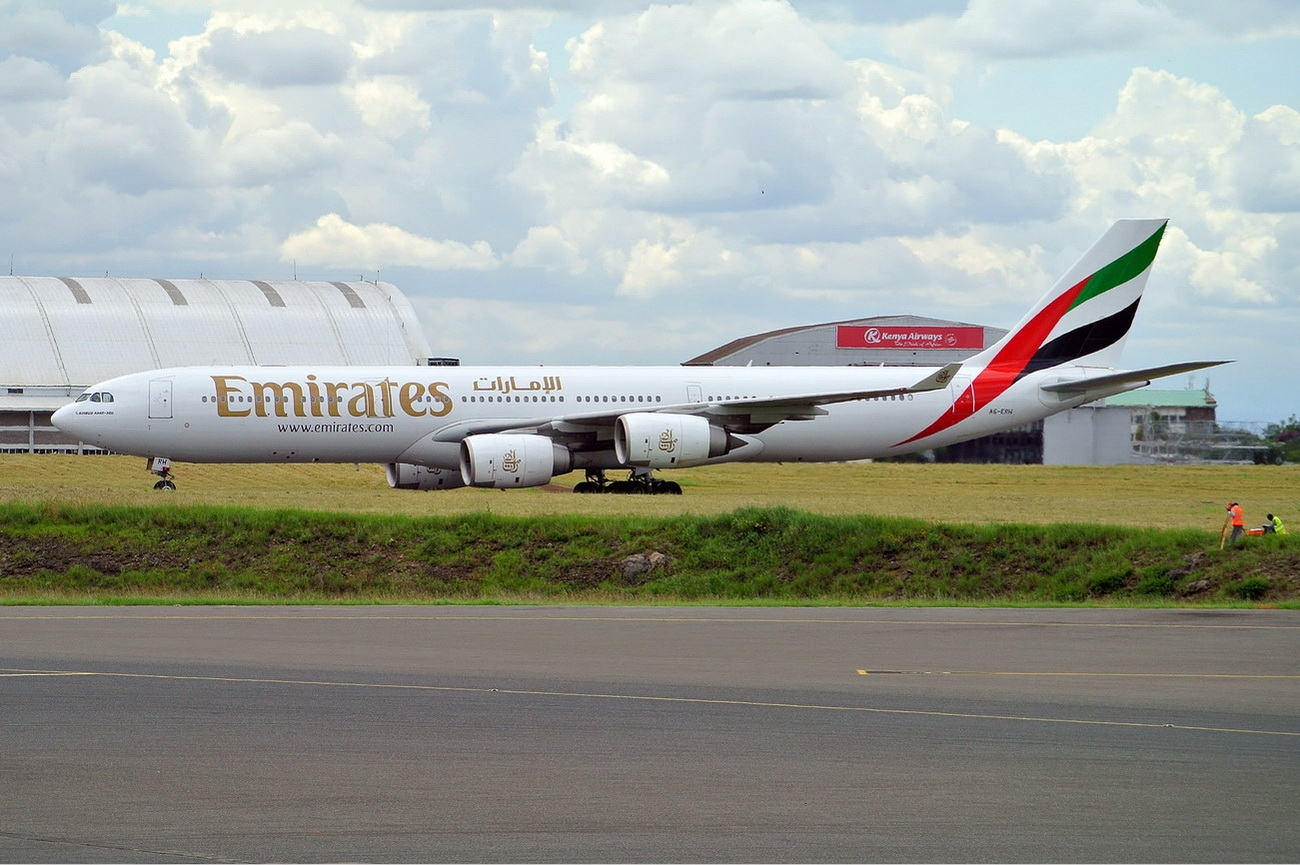
Emirates Airbus A340-500 đang đi trên đường lăn tại Sân bay quốc tế Jomo Kenyatta

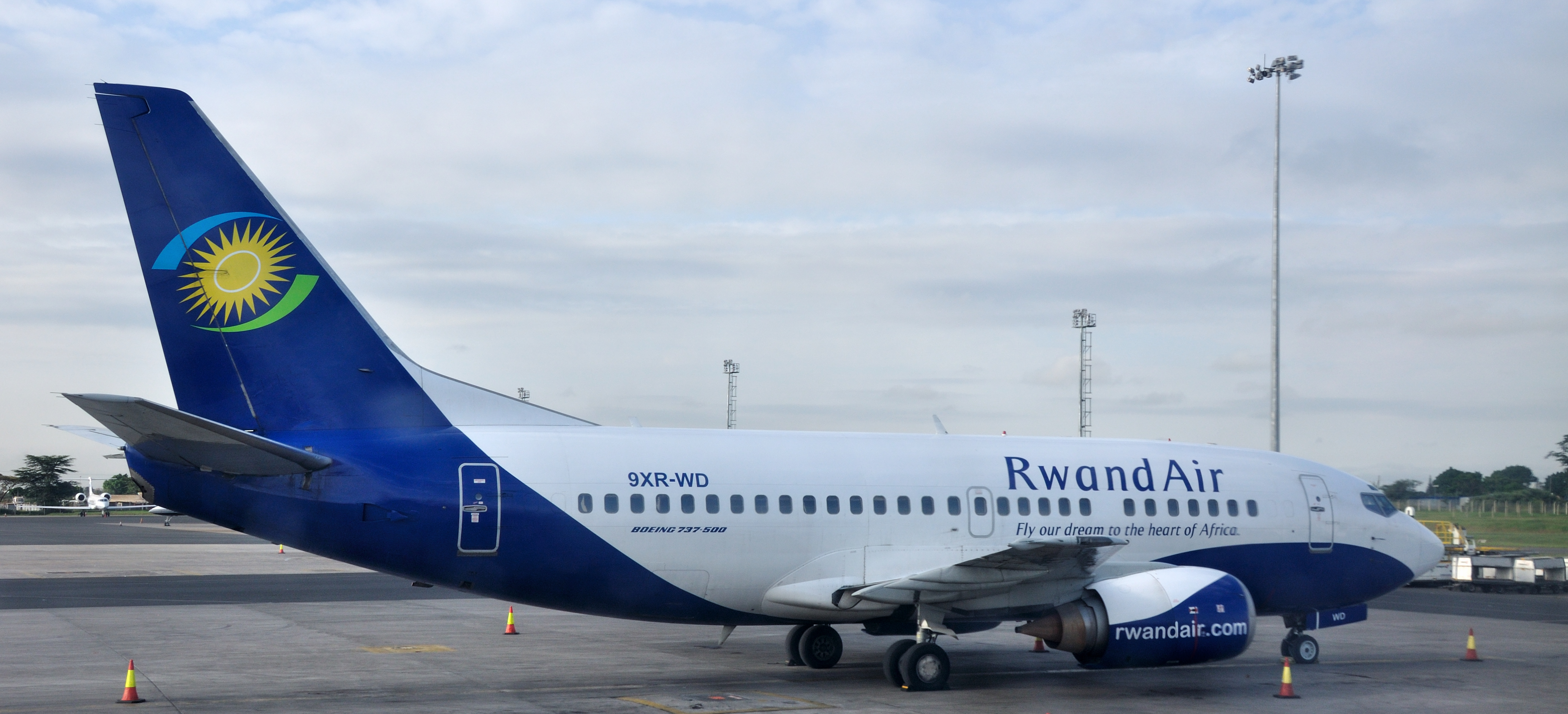
RwandAir Boeing 737-500 tại Sân bay quốc tế Jomo Kenyatta

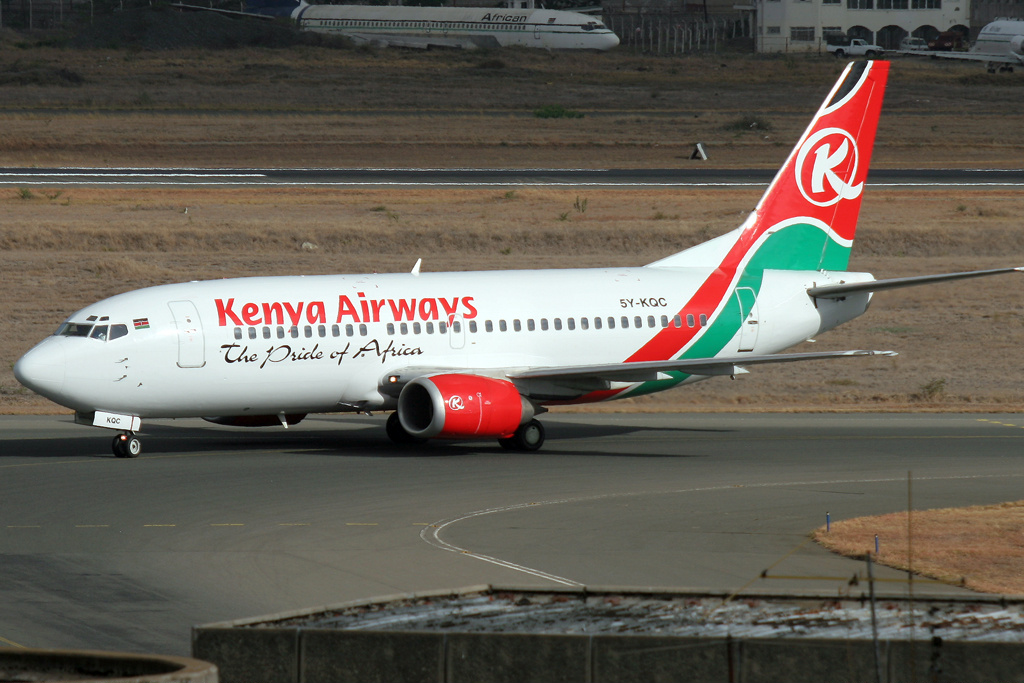
Kenya Airways Boeing 737-300 đang đi trên đường lăn tại Sân bay quốc tế Jomo Kenyatta

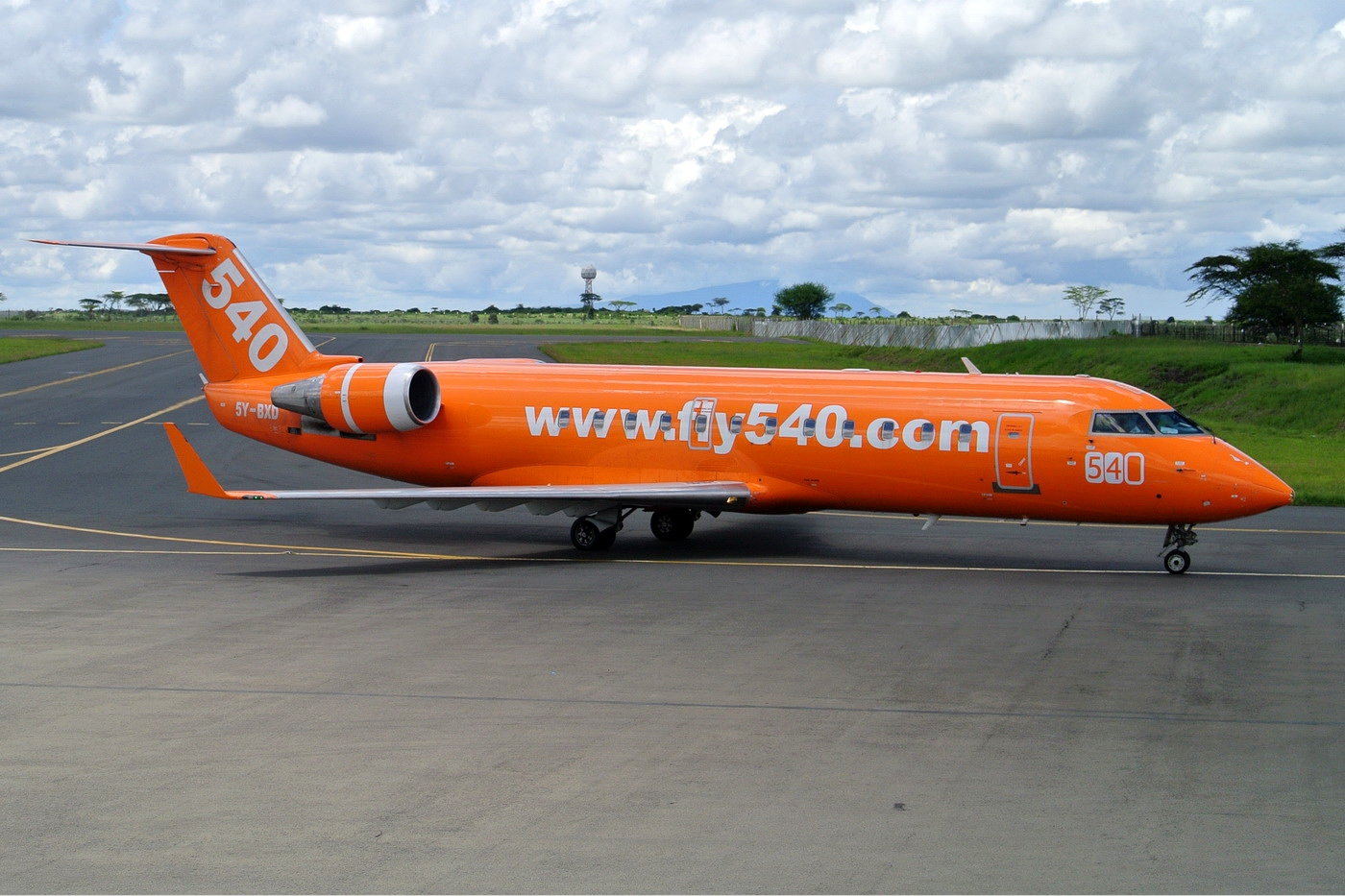
Fly540 Bombardier CRJ-100 đang đi trên đường lăn tại Sân bay quốc tế Jomo Kenyatta

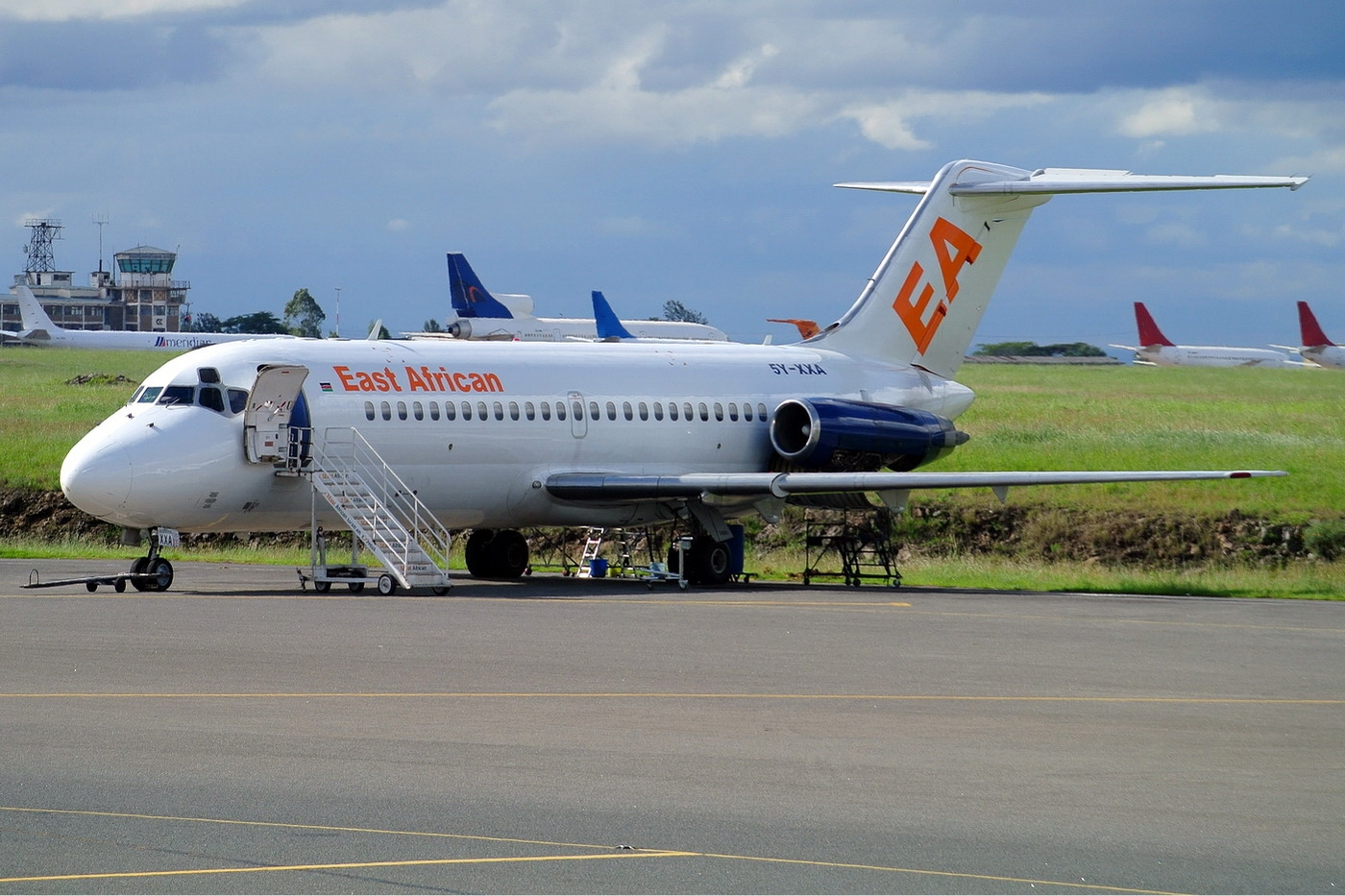
East African Safari Air McDonnell Douglas DC-9-14 tại Sân bay quốc tế Jomo Kenyatta

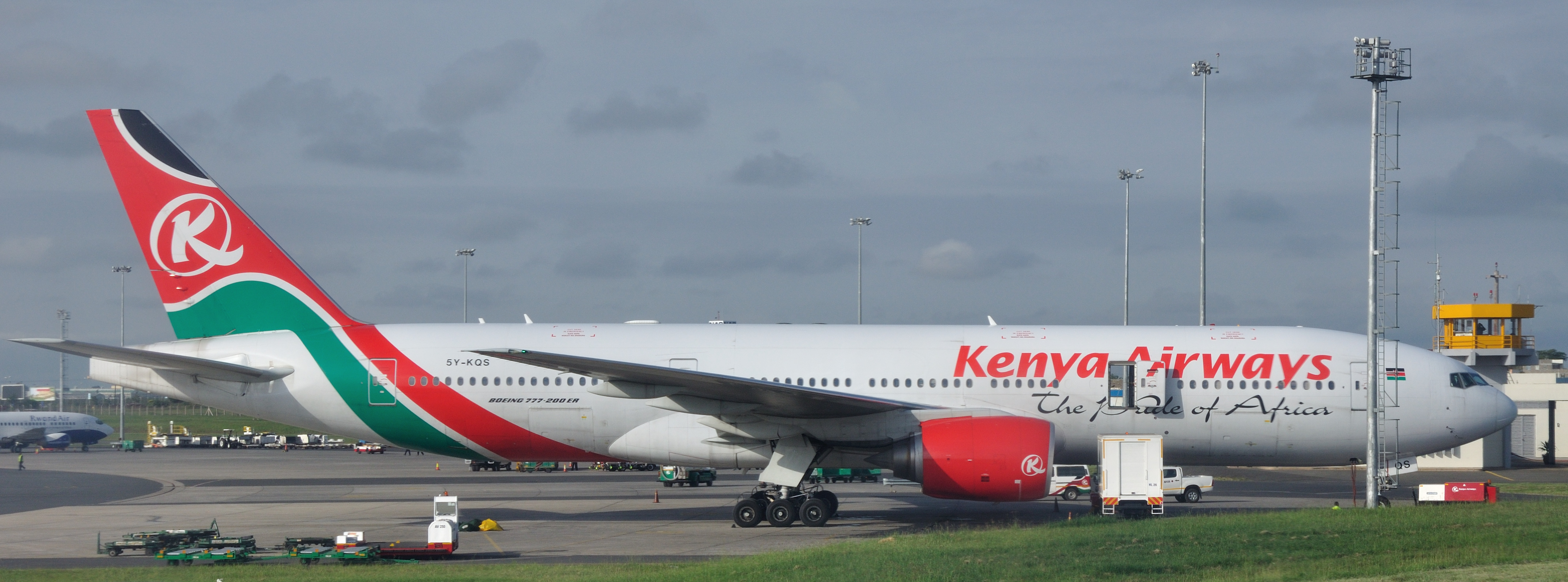
Kenya Airways Boeing 777-200ER tại Sân bay quốc tế Jomo Kenyatta

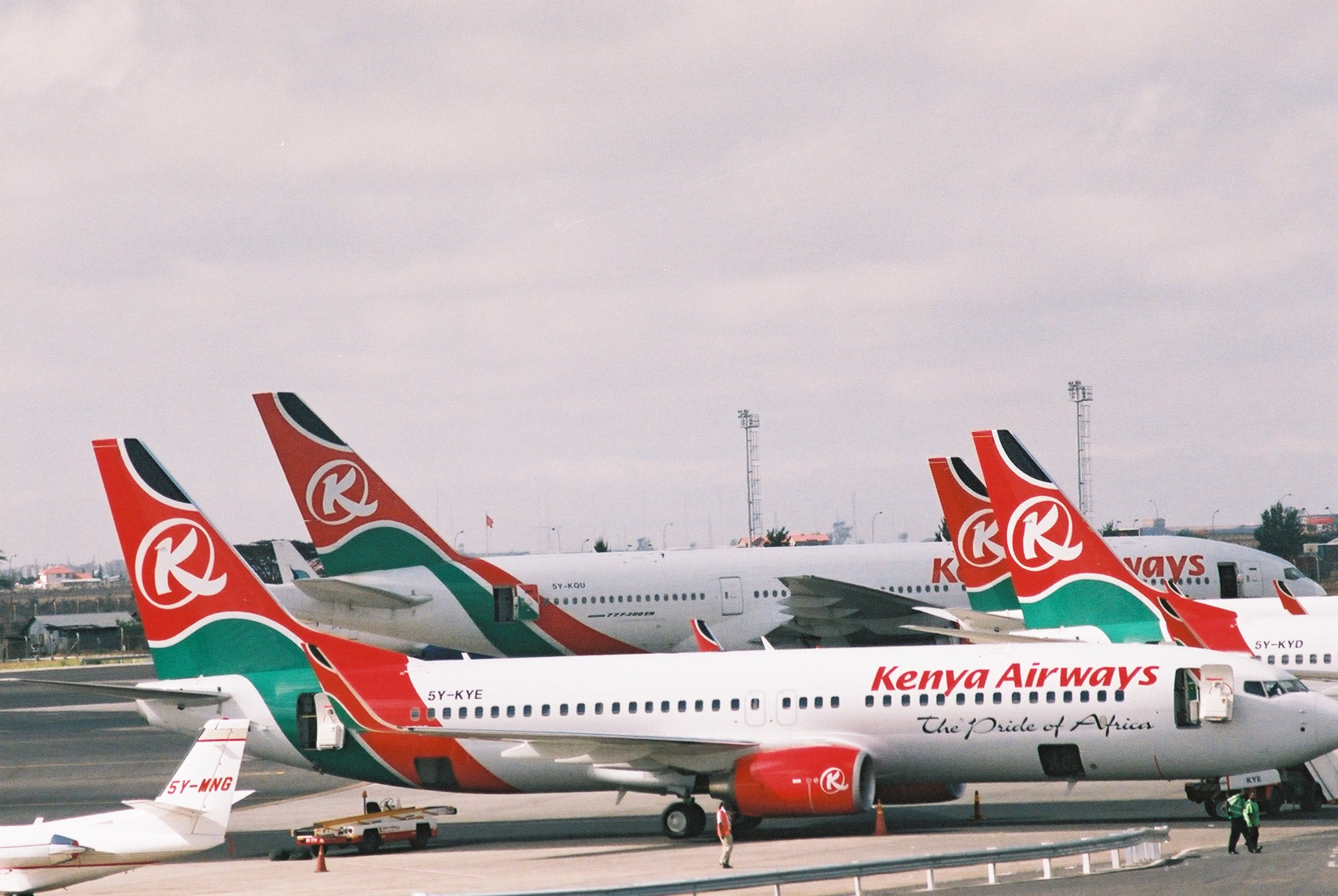
Kenya Airways' Planes at JKIA

### Hành khách
| Hãng hàng không               | Các điểm đến |
| ----------------------------- | --- |
| African Express Airways       | Berbera, Dubai-International, Galkayo, Hargeisa, Mogadishu, Sharjah |
| Air Arabia                    | Sharjah |
| Air Mauritius                 | Mauritius |
| British Airways               | London-Heathrow |
| Brussels Airlines             | Brussels, Bujumbura |
| China Southern Airlines       | Quảng Châu (bắt đầu từ ngày 5 Tháng 8 năm 2015) |
| Condor                        | Frankfurt |
| Daallo Airlines               | Mogadishu |
| EgyptAir                      | Cairo |
| Emirates                      | Dubai-International |
| Ethiopian Airlines            | Addis Ababa |
| Etihad Airways                | Abu Dhabi |
| Fly SAX                       | Entebbe, Hargeisa, Mogadishu, Mombasa, Moroni |
| Fly540                        | Eldoret, Juba, Kisumu, Malindi, Mombasa, Zanzibar |
| Jambo Jet                     | Eldoret, Kisumu, Mombasa |
| Jubba Airways                 | Djibouti, Dubai-International, Hargeisa, Mogadishu |

Các quốc gia có tuyến bay với Sân bay quốc tế Jomo Kenyatta (bao gồm các tuyến bay theo mùa và tuyến bay tương lai).

| Kenya Airways                 | Abidjan, Abuja, Accra, Addis Ababa, Amsterdam, Antananarivo, Bamako, Bangkok-Suvarnabhumi, Blantyre, Brazzaville, Bujumbura, Cairo, Dar es Salaam, Djibouti, Douala, Dubai-International, Dzaoudzi, Entebbe, Freetown (ngưng), Gaborone, Quảng Châu, Hà Nội (bắt đầu từ ngày 30 tháng 3 năm 2015), Harare, Hong Kong, Jeddah, Johannesburg-OR Tambo, Juba, Khartoum, Kigali, Kilimanjaro, Kinshasa-N'djili, Kisumu, Lagos, Lilongwe, Livingstone, London-Heathrow, Luanda, Lubumbashi, Lusaka, Mahé, Malindi, Maputo, Mombasa, Monrovia (ngưng), Mumbai, Nampula, Ndola, Paris-Charles de Gaulle, Tel Aviv-Ben Gurion (bắt đầu từ ngày 1 Tháng 6 năm 2015), Yaoundé, Zanzibar |
| KLM                           | Amsterdam |
| LAM Mozambique Airlines       | Maputo, Nampula |
| Precision Air                 | Dar es Salaam, Kilimanjaro, Zanzibar |
| Qatar Airways                 | Doha |
| RwandAir                      | Entebbe, Kigali |
| Saudia                        | Jeddah |
| South African Airways         | Johannesburg-OR Tambo |
| Swiss International Air Lines | Zürich |
| Turkish Airlines              | Istanbul-Atatürk |
| Yemenia                       | Sana'a |

Sky Aero khai trương chuyến bay đến Kisumu và Mombasa tháng 5 năm 2014 nhưng ngừng hoạt động vài tháng sau đó.

### Hàng hóa
| Hãng hàng không          | Các điểm đến                                            |
| ------------------------ | ------------------------------------------------------- |
| Air France Cargo         | Paris-Charles de Gaulle                                 |
| Astral Aviation          | Dar es Salaam, Entebbe, Juba, Kigali, Mogadishu, Mwanza |
| Cargolux                 | Amsterdam, Luxembourg, Maastricht/Aachen                |
| EgyptAir Cargo           | Cairo                                                   |
| Emirates SkyCargo        | Amsterdam, Dubai-Al Maktoum                             |
| Etihad Crystal Cargo     | Abu Dhabi, Amsterdam                                    |
| Lufthansa Cargo          | Frankfurt, Johannesburg-OR Tambo                        |
| Martinair Cargo          | Amsterdam, Johannesburg-OR Tambo                        |
| Qatar Airways Cargo      | Brussels                                                |
| Saudia Cargo             | Amsterdam, Jeddah                                       |
| Singapore Airlines Cargo | Amsterdam                                               |
| Turkish Airlines Cargo   | Entebbe, Istanbul-Ataturk, Khartoum                     |